# اندیس دره شیران
دره شیران یک اندیس غیرفلزی است که در حوالی شهر بروجرد استان لرستان قرار دارد و مادهٔ معدنی موجود در آن، تالک است.  